# رومانوس سارگسیان
رومانوس وارطانی سارگسیان (ارمنی: Ռոմանոս Վարդանի Սարգսյան؛ زاده ۲۶ مارس ۱۹۲۸ - درگذشته ۵ ژوئن ۱۹۸۵) نقاش اهل ارمنستان بود. وی بین سال‌های - تا - میلادی فعالیت می‌کرد.

## زندگی‌نامه
وی در ۲۶ مارس ۱۹۲۸ در تفلیس در به دنیا آمد و از آکادمی امپریال هنر سن پترزبورگ (۱۹۵۱) فارغ‌التحصیل گشت.  وی همچنین برنده جوایزی همچون چهره هنری شایسته ارمنستان شوروی (۱۹۸۳) شد. وی در ۵ ژوئن ۱۹۸۵ در سن ۵۷ سالگی در ایروان درگذشت و در آرامستان نوباراشن به خاک سپرده شد.